# Sant Bartomeu del Grau
Sant Bartomeu del Grau (em catalão e oficialmente) ou San Bartolomé del Grau (em castelhano) é um município da Espanha na comarca de Moianès, província de Barcelona, comunidade autónoma da Catalunha. Tem 34,4 km² de área e em 2021 tinha 913 habitantes (densidade: 26,5 hab./km²).

## Demografia
| Variação demográfica do município entre 1991 e 2004[carece de fontes?] | Variação demográfica do município entre 1991 e 2004[carece de fontes?] | Variação demográfica do município entre 1991 e 2004[carece de fontes?] | Variação demográfica do município entre 1991 e 2004[carece de fontes?] |
| ---------------------------------------------------------------------- | ---------------------------------------------------------------------- | ---------------------------------------------------------------------- | ---------------------------------------------------------------------- |
| 1991                                                                   | 1996                                                                   | 2001                                                                   | 2004                                                                   |
| 1121                                                                   | 1215                                                                   | 1106                                                                   | 1084                                                                   |